# Grand Narbonne
 (janvier 2017).
Si vous disposez d'ouvrages ou d'articles de référence ou si vous connaissez des sites web de qualité traitant du thème abordé ici, merci de compléter l'article en donnant les références utiles à sa vérifiabilité et en les liant à la section « Notes et références ».
Grand Narbonne est une communauté d'agglomération française, située dans le département de l'Aude et dans la région Occitanie, autour de la ville de Narbonne.
Elle a été mise en place le 26 décembre 2002. Elle regroupe 37 communes et 133 006 habitants en 2022, sur un territoire de 846,60 km2.

## Historique

### Création de la communauté d'agglomération
Le 26 décembre 2002 est créée la communauté d'agglomération de la Narbonnaise qui regroupe, autour de Narbonne, les communes d'Armissan, Bages, Bizanet, Coursan, Cuxac-d'Aude, Fleury, Gruissan, Marcorignan, Montredon-des-Corbières, Moussan, Névian, Ouveillan, Peyriac-de-Mer, Raissac-d'Aude, Salles-d'Aude, Villedaigne et Vinassan, soit 18 communes au total.

### Évolution de la communauté d'agglomération
Le 26 février 2009, la communauté d'agglomération de La Narbonnaise change de nom pour devenir Grand Narbonne.

### Extensions de la communauté d'agglomération
Le 1er janvier 2011, la commune de Port-la-Nouvelle rejoint la communauté d'agglomération après avoir quitté la communauté de communes Corbières en Méditerranée et les communes d'Argeliers, Bize-Minervois, Ginestas, Mirepeisset, Pouzols-Minervois, Saint-Marcel-sur-Aude, Saint-Nazaire-d'Aude, Sainte-Valière, Sallèles-d'Aude et Ventenac-en-Minervois rejoignent la communauté d'agglomération après la dissolution de la communauté de communes du Canal du Midi en Minervois, à l'exception de Mailhac qui se retrouve isolée de toute structure intercommunale et de Paraza qui intègre la communauté de communes de la Région Lézignanaise, Corbières et Minervois.
Le 1er janvier 2012, les communes de Caves, Feuilla, La Palme, Leucate, Portel-des-Corbières, Roquefort-des-Corbières et Sigean rejoignent la communauté d'agglomération après la dissolution de la communauté de communes Corbières en Méditerranée, à l'exception de Fitou qui rejoint la communauté de communes Salanque - Méditerranée.
Le 1er janvier 2013, la commune de Fraissé-des-Corbières rejoint la communauté d'agglomération après la dissolution de la communauté de communes de la Contrée de Durban-Corbières.
Par arrêté préfectoral du 30 mai 2013, la commune de Mailhac rejoint la communauté d'agglomération le 1er janvier 2014.

### Modification du périmètre de la communauté d'agglomération
Le 1er janvier 2017, les communes de Feuilla et Fraissé-des-Corbières quittent la communauté d'agglomération pour intégrer la nouvelle communauté de communes Corbières Salanque Méditerranée.

### Identité visuelle

Logo de La Narbonnaise du 26 décembre 2002 à au 31 octobre 2008
Logo de La Narbonnaise du 1er novembre 2008 au 25 février 2009
Logo du Grand Narbonne du 26 février 2009 au 1er janvier 2016

## Territoire communautaire

### Situation géographique
Les villes notables les plus proches du centre de la communauté d'agglomération sont :

### Communes membres
La communauté d'agglomération est composée des 37 communes suivantes :

| Nom                     | Code Insee | Gentilé          | Superficie (km2) | Population (dernière pop. légale) | Densité (hab./km2) |
| ----------------------- | ---------- | ---------------- | ---------------- | --------------------------------- | ------------------ |
| Narbonne (siège)        | 11262      | Narbonnais       | 172,96           | 56 692 (2022)                     | 328                |
| Argeliers               | 11012      | Argeliésois      | 10,79            | 2 128 (2022)                      | 197                |
| Armissan                | 11014      | Armissannais     | 12,51            | 1 474 (2022)                      | 118                |
| Bages                   | 11024      | Bagéens          | 12,53            | 750 (2022)                        | 60                 |
| Bizanet                 | 11040      | Bizanetois       | 37,09            | 1 749 (2022)                      | 47                 |
| Bize-Minervois          | 11041      | Bizois           | 20,8             | 1 292 (2022)                      | 62                 |
| Caves                   | 11086      | Cavois           | 9,13             | 879 (2022)                        | 96                 |
| Coursan                 | 11106      | Coursannais      | 24,61            | 5 762 (2022)                      | 234                |
| Cuxac-d'Aude            | 11116      | Cuxanais         | 21,54            | 4 070 (2022)                      | 189                |
| Fleury                  | 11145      | Pérignanais      | 51,27            | 4 071 (2022)                      | 79                 |
| Ginestas                | 11164      | Ginestacois      | 9,5              | 1 579 (2022)                      | 166                |
| Gruissan                | 11170      | Gruissanais      | 43,65            | 5 068 (2022)                      | 116                |
| Leucate                 | 11202      | Leucatois        | 23,55            | 4 531 (2022)                      | 192                |
| Mailhac                 | 11212      | Mailhacais       | 10,51            | 585 (2022)                        | 56                 |
| Marcorignan             | 11217      | Marcorignanais   | 5,64             | 1 318 (2022)                      | 234                |
| Mirepeisset             | 11233      | Mirepeissetois   | 5,19             | 743 (2022)                        | 143                |
| Montredon-des-Corbières | 11255      | Montredonais     | 17,15            | 1 477 (2022)                      | 86                 |
| Moussan                 | 11258      | Moussanais       | 14,88            | 2 079 (2022)                      | 140                |
| Névian                  | 11264      | Névianais        | 14,25            | 1 283 (2022)                      | 90                 |
| Ouveillan               | 11269      | Ouveillanais     | 29,98            | 2 635 (2022)                      | 88                 |
| La Palme                | 11188      | Palmistes        | 27,47            | 1 889 (2022)                      | 69                 |
| Peyriac-de-Mer          | 11285      | Peyriacois       | 26,92            | 1 191 (2022)                      | 44                 |
| Port-la-Nouvelle        | 11266      | Nouvellois       | 28,55            | 5 882 (2022)                      | 206                |
| Portel-des-Corbières    | 11295      | Portelais        | 35,1             | 1 288 (2022)                      | 37                 |
| Pouzols-Minervois       | 11296      | Pouzolais        | 10,15            | 597 (2022)                        | 59                 |
| Raissac-d'Aude          | 11307      | Raissacois       | 5,93             | 234 (2022)                        | 39                 |
| Roquefort-des-Corbières | 11322      | Roquefortois     | 45,44            | 1 021 (2022)                      | 22                 |
| Saint-Marcel-sur-Aude   | 11353      | Saint-Marcellois | 8,37             | 2 019 (2022)                      | 241                |
| Saint-Nazaire-d'Aude    | 11360      | Saint-Nazairais  | 8,63             | 2 104 (2022)                      | 244                |
| Sainte-Valière          | 11366      | Saint-Valiérois  | 6,39             | 524 (2022)                        | 82                 |
| Sallèles-d'Aude         | 11369      | Sallelois        | 12,55            | 3 104 (2022)                      | 247                |
| Salles-d'Aude           | 11370      | Sallois          | 18,15            | 3 280 (2022)                      | 181                |
| Sigean                  | 11379      | Sigeanais        | 35,35            | 5 620 (2022)                      | 159                |
| Treilles                | 11398      | Treillois        | 12,42            | 263 (2022)                        | 21                 |
| Ventenac-en-Minervois   | 11405      | Ventenacois      | 6,2              | 587 (2022)                        | 95                 |
| Villedaigne             | 11421      | Villedaignais    | 2,49             | 573 (2022)                        | 230                |
| Vinassan                | 11441      | Vinassanais      | 8,96             | 2 665 (2022)                      | 297                |

### Démographie
| 1968   | 1975   | 1982   | 1990   | 1999    | 2009    | 2014    | 2020    | 2021    |
| ------ | ------ | ------ | ------ | ------- | ------- | ------- | ------- | ------- |
| 77 535 | 78 510 | 83 903 | 94 545 | 100 566 | 119 970 | 125 913 | 131 649 | 132 244 |

## Administration

### Siège
L'hôtel communautaire se situe au 12 boulevard Frédéric Mistral à Narbonne, dans le centre historique.

### Les élus
Le conseil communautaire de la communauté d'agglomération se compose de 77 conseillers, élus pour une durée de six ans.
Ils sont répartis comme suit :
| Nombre de conseillers | Communes                                |
| --------------------- | --------------------------------------- |
| 31                    | Narbonne                                |
| 3                     | Coursan, Port-la-Nouvelle, Sigean       |
| 2                     | Cuxac-d'Aude, Fleury, Gruissan, Leucate |
| 1 (+1 suppléant)      | les 29 autres communes                  |

### Présidence
À la suite du décès de Didier Mouly, le conseil communautaire se réunit pour élire un nouveau président le 20 octobre 2023. Son choix se porte sur Bertrand Malquier, nouveau maire de Narbonne.

#### Liste des présidents
| Nom | Nom               | Parti | Début            | Fin             | Mandats |
| --- | ----------------- | ----- | ---------------- | --------------- | --- |
|     | Michel Moynier    | DVD   | 26 décembre 2002 | 16 mars 2008    | Adjoint au maire de Narbonne de 1989 à 1999 Conseiller général du canton de Narbonne 2 de 1992 à 1999 Maire de Narbonne de 1999 à 2008 Conseiller régional du Languedoc-Roussillon de 1998 à 2010 |
|     | Jacques Bascou    | PS    | 16 mars 2008     | 15 juillet 2020 | Député de la 2e circonscription de l'Aude de 1997 à 2012 Maire de Narbonne de 2008 à 2014 Conseiller municipal d’opposition de Narbonne de 2014 à 2020                                            |
|     | Didier Mouly      | DVD   | 15 juillet 2020  | 8 octobre 2023  | Maire de Narbonne de 2014 à 2023 Conseiller communautaire d'opposition de 2014 à 2020 |
|     | Bertrand Malquier | DVD   | 20 octobre 2023  | En cours        | Maire de Narbonne depuis 2023 Premier adjoint au maire de 2014 à 2023 |

#### Vice-présidence
Le conseil communautaire compte quinze vice-présidents. Ils sont désignés par le président de la communauté d'agglomération et reçoivent une délégation de fonctions.
|    | Nom | Nom                     | Parti | Mandats                                  |
| -- | --- | ----------------------- | ----- | ---------------------------------------- |
| 01 |     | Henri Martin            | DVD   | Maire de Port-la-Nouvelle                |
| 02 |     | Christian Lapalu        | PS    | Maire de Ventenac-en-Minervois           |
| 03 |     | Viviane Durand          | SE    | Maire de Sainte-Valière                  |
| 04 |     | Michel Py               | LR    | Maire de Leucate                         |
| 05 |     | Emma Bellotti-Lascombes | DVD   | Conseillère municipale de Narbonne       |
| 06 |     | Fabienne Martinage      | DVG   | Maire de Mirepeïsset                     |
| 07 |     | Xavier Belart           | DVD   | Conseiller municipal délégué de Narbonne |
| 08 |     | Jean-Louis Rio          | SE    | Maire de Bages                           |
| 09 |     | Michel Jammes           | DVD   | Maire de Sigean                          |
| 10 |     | Eric Parra              | DVD   | Conseiller municipal délégué de Narbonne |
| 11 |     | Jean-Michel Alvarez     | DVD   | Conseiller municipal délégué de Narbonne |
| 12 |     | Jean-Marie Monié        | SE    | Maire de Moussan                         |
| 13 |     | André-Luc Montagnier    | SE    | Maire de Fleury d'Aude                   |
| 14 |     | Alain Fabre             | PS    | Maire de Bize-Minervois                  |
| 15 |     | Joël Hernandez          | DVG   | Maire de Saint-Nazaire-d'Aude            |

#### Conseillers délégués
Le conseil communautaire compte également cinq conseillers délégués.
|    | Nom | Nom              | Parti | Mandats                          |
| -- | --- | ---------------- | ----- | -------------------------------- |
| 01 |     | Catherine Gouiry | DVD   | Maire de Peyriac-de-Mer          |
| 02 |     | Alain Vialade    | SE    | Maire de Bizanet                 |
| 03 |     | Bernard Devic    | DVG   | Maire de Caves                   |
| 04 |     | Sylvie Alaux     | DVD   | 2e adjointe au maire de Narbonne |
| 05 |     | Jean-Paul Cesar  | DVD   | 2e adjointe au maire de Narbonne |

#### Direction générale des services
| Nom | Nom           | Parti |                     |
| --- | ------------- | ----- | ------------------- |
|     | Serge Brunel  | PS    | 2009 -novembre 2015 |
|     | Jérôme Lenoir |       | Depuis janvier 2016 |

### Compétences

#### Compétences obligatoires
En vertu de l'article L5216-5 du Code général des collectivités territoriales, la communauté d'agglomération exerce de plein droit, en lieu et place des communes membres les compétences suivantes :
En matière de développement économique
- Création, aménagement, entretien et gestion de zones d'activité industrielle, commerciale, tertiaire, artisanale, touristique, portuaire ou aéroportuaire qui sont d'intérêt communautaire.
- Actions de développement économique d'intérêt communautaire.

En matière d'aménagement de l'espace communautaire :
- Schéma de cohérence territoriale et schéma de secteur.
- Plan local d'urbanisme, document d'urbanisme en tenant lieu et carte communale.
- Création et réalisation de zones d'aménagement concerté d'intérêt communautaire.
- Organisation de la mobilité.

En matière d'équilibre social de l'habitat :
- Programme local de l'habitat.
- Politique du logement d'intérêt communautaire.
- Actions et aides financières en faveur du logement social d'intérêt communautaire.
- Réserves foncières pour la mise en œuvre de la politique communautaire d'équilibre social de l'habitat.
- Action, par des opérations d'intérêt communautaire, en faveur du logement des personnes défavorisées.
- Amélioration du parc immobilier bâti d'intérêt communautaire.

En matière de politique de la ville :
- Élaboration du diagnostic du territoire et définition des orientations du contrat de ville.
- Animation et coordination des dispositifs contractuels de développement urbain, de développement local et d'insertion économique et sociale ainsi que des dispositifs locaux de prévention de la délinquance
- Programmes d'actions définis dans le contrat de ville.

#### Compétences facultatives
La communauté d'agglomération exerce les compétences facultatives suivantes :
- Création ou aménagement et entretien de voirie d'intérêt communautaire.
- Création ou aménagement et gestion de parcs de stationnement d'intérêt communautaire.
- Assainissement des eaux usées et, si des mesures doivent être prises pour assurer la maîtrise de l'écoulement des eaux pluviales ou des pollutions apportées au milieu par le rejet des eaux pluviales, la collecte et le stockage de ces eaux ainsi que le traitement de ces pollutions dans les zones délimitées par la communauté.
- Eau.
- Mise en valeur de l'environnement et du cadre de vie.
- Lutte contre la pollution de l'air, lutte contre les nuisances sonores, soutien aux actions de maîtrise de la demande d'énergie, collecte et traitement des déchets des ménages et déchets assimilés.
- Construction, aménagement, entretien et gestion d'équipements culturels et sportifs d'intérêt communautaire.
- Action sociale d'intérêt communautaire.

#### Compétences optionnelles
La communauté d'agglomération exerce les compétences facultatives suivantes :
- Régie communautaire des pompes funèbres.
- Fourrière animale.
- Fourrière équine.
- Fourrière de véhicules.
- Gestion des aires d’accueil pour les gens du voyage.

### Régime fiscal et budget
Le régime fiscal de la communauté d'agglomération est la fiscalité professionnelle unique (FPU).

## Projets et réalisations

### Réalisations

#### Culture

La médiathèque centrale.

La communauté d'agglomération gère un réseau de médiathèques. Ce réseau comporte la médiathèque centrale située au sein de la commune de Narbonne ainsi que les médiathèques situées dans les communes faisant partie de la communauté d'agglomération.
La communauté d'agglomération gère également le parc des expositions, le théâtre central et les musées.

#### Développement économique
La communauté d'agglomération construit et gère plusieurs parcs d'entreprises spécialisés. Elle gère aussi plusieurs parcs d'activités.

#### Transports
En matière de transport en commun, la compétence est actuellement exercée par Citibus. Cette société gère, par délégation de service public, les vingt-deux entièrement comprises dans le périmètre communautaire, et un service d'automobiles en libre-service.

#### Sports
En matière sportive, la communauté d'agglomération assure le soutien financier de plusieurs clubs de sport collectif.
Elle gère également l'Espace de Liberté, un complexe sportif comprenant des piscines dont un bassin olympique, une patinoire et un bowling.

#### Déchets
La communauté d'agglomération assure la collecte et le traitement de déchets sur tout son territoire.